# Amigdoscalpellum semisculptum
Amigdoscalpellum semisculptum är en kräftdjursart som först beskrevs av Henry Augustus Pilsbry 1907.  Amigdoscalpellum semisculptum ingår i släktet Amigdoscalpellum och familjen Scalpellidae. Inga underarter finns listade i Catalogue of Life.